# Liste der olympischen Eisschnelllaufrekorde
Die olympischen Eisschnelllaufrekorde werden von der Internationalen Eislaufunion (ISU) und dem Internationalen Olympischen Komitee (IOC) erfasst.

## Olympische Rekorde der Frauen
| Disziplin           | Sportlerin                          | Zeit        | Datum            | Bahn              | Spiele         | Bestand              |
| ------------------- | ----------------------------------- | ----------- | ---------------- | ----------------- | -------------- | -------------------- |
| 0500 m              | Sang Hwa Lee                        | 0 37,28 s   | 11. Februar 2014 | Adler Arena       | Sotschi        | 11 Jahre und 40 Tage |
| 1000 m              | Jorien ter Mors                     | 1:13,56 min | 14. Februar 2018 | Gangneung Oval    | Pyeongchang    | 7 Jahre und 37 Tage  |
| 1500 m              | Jorien ter Mors                     | 1:53,51 min | 16. Februar 2014 | Adler Arena       | Sotschi        | 11 Jahre und 35 Tage |
| 3000 m              | Claudia Pechstein                   | 3:57,70 min | 10. Februar 2002 | Utah Olympic Oval | Salt Lake City | 23 Jahre und 41 Tage |
| 5000 m              | Claudia Pechstein                   | 6:46,91 min | 23. Februar 2002 | Utah Olympic Oval | Salt Lake City | 23 Jahre und 28 Tage |
| Teamlauf (6 Runden) | NiederlandeTer Mors, Van Beek, Wüst | 2:58,61 min | 21. Februar 2014 | Adler Arena       | Sotschi        | 11 Jahre und 30 Tage |
| 2 × 500 m           | Sang Hwa Lee                        | 1:14,70 min | 11. Februar 2014 | Adler Arena       | Sotschi        | 11 Jahre und 40 Tage |

### 500 Meter
| Sportlerin           | Zeit (s) | Datum            | Bahn                                    | Spiele         | Bestand               |
| -------------------- | -------- | ---------------- | --------------------------------------- | -------------- | --------------------- |
| Helga Haase          | 45,9     | 20. Februar 1960 | Olympic Skating Rink                    | Squaw Valley   | 3 Jahre und 344 Tage  |
| Lidija Skoblikowa    | 45,0     | 30. Januar 1964  | Olympia Eisstadion Innsbruck            | Innsbruck      | 8 Jahre und 11 Tage   |
| Anne Henning         | 43,33    | 10. Februar 1972 | Makomanai-Stadion                       | Sapporo        | 3 Jahre und 361 Tage  |
| Sheila Young         | 42,76    | 6. Februar 1976  | Olympia Eisstadion Innsbruck            | Innsbruck      | 4 Jahre und 9 Tage    |
| Karin Enke           | 41,78    | 15. Februar 1980 | James B. Sheffield Olympic Skating Rink | Lake Placid    | 3 Jahre und 360 Tage  |
| Christa Rothenburger | 41,02    | 10. Februar 1984 | Olympiahalle Zetra                      | Sarajevo       | 4 Jahre und 12 Tage   |
| Bonnie Blair         | 39,10    | 22. Februar 1988 | Olympic Oval                            | Calgary        | 9 Jahre und 357 Tage  |
| Catriona LeMay Doan  | 38,21    | 14. Februar 1998 | M-Wave                                  | Nagano         | 4 Jahre und 0 Tage    |
| Catriona LeMay Doan  | 37,30    | 14. Februar 2002 | Utah Olympic Oval                       | Salt Lake City | 11 Jahre und 362 Tage |
| Sang Hwa Lee         | 37,28    | 11. Februar 2014 | Adler Arena                             | Sotschi        | 11 Jahre und 40 Tage  |

### 1000 Meter
| Sportlerin           | Zeit (min) | Datum            | Bahn                                    | Spiele         | Bestand              |
| -------------------- | ---------- | ---------------- | --------------------------------------- | -------------- | -------------------- |
| Klara Gussewa        | 1:34,1     | 22. Februar 1960 | Olympic Skating Rink                    | Squaw Valley   | 3 Jahre und 344 Tage |
| Lidija Skoblikowa    | 1:33,2     | 1. Februar 1964  | Olympia Eisstadion Innsbruck            | Innsbruck      | 4 Jahre und 10 Tage  |
| Carolina Geijssen    | 1:32,6     | 11. Februar 1968 | Anneau de vitesse                       | Grenoble       | 4 Jahre und 0 Tage   |
| Monika Pflug         | 1:31,40    | 11. Februar 1972 | Makomanai-Stadion                       | Sapporo        | 3 Jahre und 361 Tage |
| Tatjana Awerina      | 1:28,43    | 7. Februar 1976  | Olympia Eisstadion Innsbruck            | Innsbruck      | 4 Jahre und 10 Tage  |
| Natalja Petrusjowa   | 1:24,10    | 17. Februar 1980 | James B. Sheffield Olympic Skating Rink | Lake Placid    | 3 Jahre und 361 Tage |
| Karin Enke           | 1:21,61    | 13. Februar 1984 | Olympiahalle Zetra                      | Sarajevo       | 4 Jahre und 13 Tage  |
| Christa Rothenburger | 1:17,65    | 26. Februar 1988 | Olympic Oval                            | Calgary        | 9 Jahre und 358 Tage |
| Marianne Timmer      | 1:16,51    | 19. Februar 1998 | M-Wave                                  | Nagano         | 4 Jahre und 1 Tag    |
| Chris Witty          | 1:13,83    | 20. Februar 2002 | Utah Olympic Oval                       | Salt Lake City | 23 Jahre und 31 Tage |
| Jorien ter Mors      | 1:13,56    | 14. Februar 2018 | Gangneung Oval                          | Pyeongchang    | 7 Jahre und 37 Tage  |

### 1500 Meter
| Sportlerin         | Zeit (min) | Datum            | Bahn                                    | Spiele         | Bestand               |
| ------------------ | ---------- | ---------------- | --------------------------------------- | -------------- | --------------------- |
| Lidija Skoblikowa  | 2:25,2     | 21. Februar 1960 | Olympic Skating Rink                    | Squaw Valley   | 3 Jahre und 344 Tage  |
| Lidija Skoblikowa  | 2:22,6     | 31. Januar 1964  | Olympia Eisstadion Innsbruck            | Innsbruck      | 4 Jahre und 10 Tage   |
| Kaija Mustonen     | 2:22,4     | 10. Februar 1968 | Anneau de vitesse                       | Grenoble       | 3 Jahre und 364 Tage  |
| Dianne Holum       | 2:20,85    | 9. Februar 1972  | Makomanai-Stadion                       | Sapporo        | 3 Jahre und 361 Tage  |
| Galina Stepanskaja | 2:16,58    | 5. Februar 1976  | Olympia Eisstadion Innsbruck            | Innsbruck      | 4 Jahre und 9 Tage    |
| Annie Borckink     | 2:10,95    | 14. Februar 1980 | James B. Sheffield Olympic Skating Rink | Lake Placid    | 3 Jahre und 360 Tage  |
| Karin Enke         | 2:03,42    | 9. Februar 1984  | Olympiahalle Zetra                      | Sarajevo       | 4 Jahre und 18 Tage   |
| Yvonne van Gennip  | 2:00,68    | 27. Februar 1988 | Olympic Oval                            | Calgary        | 9 Jahre und 354 Tage  |
| Marianne Timmer    | 1:57,58    | 16. Februar 1998 | M-Wave                                  | Nagano         | 4 Jahre und 1 Tag     |
| Anni Friesinger    | 1:54,02    | 17. Februar 2002 | Utah Olympic Oval                       | Salt Lake City | 11 Jahre und 364 Tage |
| Jorien ter Mors    | 1:53,51    | 16. Februar 2014 | Adler Arena                             | Sotschi        | 11 Jahre und 35 Tage  |

### 3000 Meter
| Sportlerin               | Zeit (min) | Datum            | Bahn                                    | Spiele         | Bestand              |
| ------------------------ | ---------- | ---------------- | --------------------------------------- | -------------- | -------------------- |
| Lidija Skoblikowa        | 5:14,3     | 23. Februar 1960 | Olympic Skating Rink                    | Squaw Valley   | 7 Jahre und 354 Tage |
| Johanna Schut            | 4:56,2     | 12. Februar 1968 | Anneau de vitesse                       | Grenoble       | 4 Jahre und 0 Tage   |
| Christina Baas-Kaiser    | 4:52,14    | 12. Februar 1972 | Makomanai-Stadion                       | Sapporo        | 3 Jahre und 361 Tage |
| Tatjana Awerina          | 4:45,19    | 8. Februar 1976  | Olympia Eisstadion Innsbruck            | Innsbruck      | 4 Jahre und 12 Tage  |
| Bjørg Eva Jensen         | 4:32,13    | 20. Februar 1980 | James B. Sheffield Olympic Skating Rink | Lake Placid    | 3 Jahre und 360 Tage |
| Andrea Schöne            | 4:24,79    | 15. Februar 1984 | Olympiahalle Zetra                      | Sarajevo       | 4 Jahre und 8 Tage   |
| Yvonne van Gennip        | 4:11,94    | 23. Februar 1988 | Olympic Oval                            | Calgary        | 9 Jahre und 353 Tage |
| Gunda Niemann-Stirnemann | 4:07,29    | 11. Februar 1998 | M-Wave                                  | Nagano         | 3 Jahre und 364 Tage |
| Claudia Pechstein        | 3:57,70    | 10. Februar 2002 | Utah Olympic Oval                       | Salt Lake City | 23 Jahre und 41 Tage |

### 5000 Meter
| Sportlerin        | Zeit (min) | Datum            | Bahn              | Spiele         | Bestand              |
| ----------------- | ---------- | ---------------- | ----------------- | -------------- | -------------------- |
| Yvonne van Gennip | 7:14,13    | 28. Februar 1988 | Olympic Oval      | Calgary        | 9 Jahre und 357 Tage |
| Claudia Pechstein | 6:59,61    | 20. Februar 1998 | M-Wave            | Nagano         | 4 Jahre und 3 Tage   |
| Claudia Pechstein | 6:46,91    | 23. Februar 2002 | Utah Olympic Oval | Salt Lake City | 23 Jahre und 28 Tage |

### Teamlauf (6 Runden)
| Sportlerin                          | Zeit (min) | Datum            | Bahn          | Spiele  | Bestand              |
| ----------------------------------- | ---------- | ---------------- | ------------- | ------- | -------------------- |
| KanadaNesbitt, Klassen, Groves      | 3:01,24    | 15. Februar 2006 | Oval Lingotto | Turin   | 8 Jahre und 7 Tage   |
| NiederlandeLeenstra, Ter Mors, Wüst | 2:58,43    | 22. Februar 2014 | Adler Arena   | Sotschi | 11 Jahre und 29 Tage |

### 2 × 500 Meter
| Sportlerin          | Zeit (min) | Datum                | Bahn              | Spiele         | Bestand               |
| ------------------- | ---------- | -------------------- | ----------------- | -------------- | --------------------- |
| Catriona LeMay Doan | 1:16,60    | 13.–14. Februar 1998 | M-Wave            | Nagano         | 4 Jahre und 0 Tage    |
| Catriona LeMay Doan | 1:14,75    | 14. Februar 2002     | Utah Olympic Oval | Salt Lake City | 11 Jahre und 362 Tage |
| Sang Hwa Lee        | 1:14,70    | 11. Februar 2014     | Adler Arena       | Sotschi        | 11 Jahre und 40 Tage  |

## Olympische Rekorde der Männer
| Disziplin           | Sportler                                | Zeit          | Datum                | Bahn                        | Spiele         | Bestand               |
| ------------------- | --------------------------------------- | ------------- | -------------------- | --------------------------- | -------------- | --------------------- |
| 0500 m              | Håvard Lorentzen                        | 0 34,41 s     | 19. Februar 2018     | Gangneung Oval              | Pyeongchang    | 7 Jahre und 32 Tage   |
| 01000 m             | Gerard van Velde                        | 01:07,18 min  | 16. Februar 2002     | Utah Olympic Oval           | Salt Lake City | 23 Jahre und 35 Tage  |
| 01500 m             | Derek Parra                             | 01:43,95 min  | 19. Februar 2002     | Utah Olympic Oval           | Salt Lake City | 23 Jahre und 32 Tage  |
| 05000 m             | Sven Kramer                             | 06:09,76 min  | 8. Februar 2018      | Gangneung Oval              | Pyeongchang    | 7 Jahre und 40 Tage   |
| 10.000 m            | Ted-Jan Bloemen                         | 12:39,77 min  | 15. Februar 2018     | Gangneung Oval              | Pyeongchang    | 7 Jahre und 36 Tage   |
| Teamlauf (8 Runden) | NiederlandeBlokhuijsen, Kramer, Verweij | 03:37,71 min  | 22. Februar 2014     | Adler Arena                 | Sotschi        | 11 Jahre und 29 Tage  |
| 2 × 500 m           | Casey FitzRandolph                      | 01:09,230 min | 11.–12. Februar 2002 | Utah Olympic Oval           | Salt Lake City | 23 Jahre und 39 Tage  |
| Großer MK           | Clas Thunberg                           | 0 5,5         | 26.–27. Januar 1924  | Stade Olympique de Chamonix | Chamonix       | 101 Jahre und 55 Tage |

### 500 Meter
| Sportler                    | Zeit (s) | Datum               | Bahn                                    | Spiele            | Bestand               |
| --------------------------- | -------- | ------------------- | --------------------------------------- | ----------------- | --------------------- |
| Charles Jewtraw             | 44,0     | 26. Januar 1924     | Stade Olympique de Chamonix             | Chamonix          | 4 Jahre und 18 Tage   |
| Bernt Evensen Clas Thunberg | 43,4     | 13. Februar 1928    | Badrutts Park                           | St. Moritz        | 19 Jahre und 352 Tage |
| Finn Helgesen               | 43,1     | 31. Januar 1948     | Badrutts Park                           | St. Moritz        | 7 Jahre und 362 Tage  |
| Jewgeni Grischin            | 40,2     | 28. Januar 1956     | Misurinasee                             | Cortina d’Ampezzo | 8 Jahre und 7 Tage    |
| Richard McDermott           | 40,1     | 4. Februar 1964     | Olympia Eisstadion Innsbruck            | Innsbruck         | 8 Jahre und 1 Tag     |
| Erhard Keller               | 39,44    | 5. Februar 1972     | Makomanai-Stadion                       | Sapporo           | 4 Jahre und 5 Tage    |
| Jewgeni Kulikow             | 39,17    | 10. Februar 1976    | Olympia Eisstadion Innsbruck            | Innsbruck         | 4 Jahre und 5 Tage    |
| Eric Heiden                 | 38,03    | 15. Februar 1980    | James B. Sheffield Olympic Skating Rink | Lake Placid       | 7 Jahre und 364 Tage  |
| Uwe-Jens Mey                | 36,45    | 14. Februar 1988    | Olympic Oval                            | Calgary           | 6 Jahre und 0 Tage    |
| Alexander Golubew           | 36,33    | 14. Februar 1994    | Vikingskipet                            | Lillehammer       | 3 Jahre und 361 Tage  |
| Hiroyasu Shimizu            | 35,59    | 9.–10. Februar 1998 | M-Wave                                  | Nagano            | 4 Jahre und 2 Tage    |
| Casey FitzRandolph          | 34,42    | 12. Februar 2002    | Utah Olympic Oval                       | Salt Lake City    | 23 Jahre und 39 Tage  |

### 1000 Meter
| Sportler         | Zeit (min) | Datum            | Bahn                                    | Spiele         | Bestand              |
| ---------------- | ---------- | ---------------- | --------------------------------------- | -------------- | -------------------- |
| Peter Mueller    | 1:19,32    | 12. Februar 1976 | Olympia Eisstadion Innsbruck            | Innsbruck      | 4 Jahre und 7 Tage   |
| Eric Heiden      | 1:15,18    | 19. Februar 1980 | James B. Sheffield Olympic Skating Rink | Lake Placid    | 7 Jahre und 364 Tage |
| Nikolai Guljajew | 1:13,03    | 18. Februar 1988 | Olympic Oval                            | Calgary        | 6 Jahre und 0 Tage   |
| Dan Jansen       | 1:12,43    | 18. Februar 1994 | Vikingskipet                            | Lillehammer    | 3 Jahre und 362 Tage |
| Ids Postma       | 1:10,64    | 15. Februar 1998 | M-Wave                                  | Nagano         | 4 Jahre und 1 Tag    |
| Gerard van Velde | 1:07,18    | 16. Februar 2002 | Utah Olympic Oval                       | Salt Lake City | 23 Jahre und 35 Tage |

### 1500 Meter
| Sportler                        | Zeit (min) | Datum            | Bahn                                    | Spiele                 | Bestand               |
| ------------------------------- | ---------- | ---------------- | --------------------------------------- | ---------------------- | --------------------- |
| Clas Thunberg                   | 2:20,8     | 27. Februar 1924 | Stade Olympique de Chamonix             | Chamonix               | 11 Jahre und 351 Tage |
| Charles Mathiesen               | 2:19,2     | 13. Februar 1936 | Rießersee                               | Garmisch-Partenkirchen | 11 Jahre und 354 Tage |
| Sverre Farstad                  | 2:17,6     | 2. Februar 1948  | Badrutts Park                           | St. Moritz             | 7 Jahre und 362 Tage  |
| Jewgeni Grischin Juri Michailow | 2:08,6     | 30. Januar 1956  | Misurinasee                             | Cortina d’Ampezzo      | 12 Jahre und 17 Tage  |
| Kees Verkerk                    | 2:03,4     | 16. Februar 1968 | Anneau de vitesse                       | Grenoble               | 3 Jahre und 355 Tage  |
| Ard Schenk                      | 2:02,96    | 6. Februar 1972  | Makomanai-Stadion                       | Sapporo                | 4 Jahre und 7 Tage    |
| Jan Egil Storholt               | 1:59,38    | 13. Februar 1976 | Olympia Eisstadion Innsbruck            | Innsbruck              | 4 Jahre und 8 Tage    |
| Eric Heiden                     | 1:55,44    | 21. Februar 1980 | James B. Sheffield Olympic Skating Rink | Lake Placid            | 7 Jahre und 364 Tage  |
| André Hoffmann                  | 1:52,05    | 20. Februar 1988 | Olympic Oval                            | Calgary                | 5 Jahre und 361 Tage  |
| Johann Olav Koss                | 1:51,29    | 16. Februar 1994 | Vikingskipet                            | Lillehammer            | 3 Jahre und 361 Tage  |
| Ådne Søndrål                    | 1:47,87    | 12. Februar 1998 | M-Wave                                  | Nagano                 | 4 Jahre und 7 Tage    |
| Derek Parra                     | 1:43,95    | 19. Februar 2002 | Utah Olympic Oval                       | Salt Lake City         | 23 Jahre und 32 Tage  |

### 5000 Meter
| Sportler          | Zeit (min) | Datum            | Bahn                                    | Spiele                 | Bestand              |
| ----------------- | ---------- | ---------------- | --------------------------------------- | ---------------------- | -------------------- |
| Clas Thunberg     | 8:39,0     | 26. Januar 1924  | Stade Olympique de Chamonix             | Chamonix               | 12 Jahre und 17 Tage |
| Ivar Ballangrud   | 8:19,6     | 12. Februar 1936 | Rießersee                               | Garmisch-Partenkirchen | 16 Jahre und 5 Tage  |
| Hjalmar Andersen  | 8:10,6     | 17. Februar 1952 | Bislett-Stadion                         | Oslo                   | 3 Jahre und 346 Tage |
| Boris Schilkow    | 7:48,7     | 29. Januar 1956  | Misurinasee                             | Cortina d’Ampezzo      | 8 Jahre und 7 Tage   |
| Knut Johannesen   | 7:38,4     | 5. Februar 1964  | Olympia Eisstadion Innsbruck            | Innsbruck              | 4 Jahre und 10 Tage  |
| Fred Anton Maier  | 7:22,4     | 15. Februar 1968 | Anneau de vitesse                       | Grenoble               | 12 Jahre und 1 Tag   |
| Eric Heiden       | 7:02,29    | 16. Februar 1980 | James B. Sheffield Olympic Skating Rink | Lake Placid            | 8 Jahre und 1 Tag    |
| Tomas Gustafson   | 6:44,63    | 17. Februar 1988 | Olympic Oval                            | Calgary                | 5 Jahre und 361 Tage |
| Johann Olav Koss  | 6:34,96    | 13. Februar 1994 | Vikingskipet                            | Lillehammer            | 3 Jahre und 360 Tage |
| Gianni Romme      | 6:22,20    | 8. Februar 1998  | M-Wave                                  | Nagano                 | 4 Jahre und 1 Tag    |
| Jochem Uytdehaage | 6:14,66    | 9. Februar 2002  | Utah Olympic Oval                       | Salt Lake City         | 8 Jahre und 4 Tage   |
| Sven Kramer       | 6:14,60    | 13. Februar 2010 | Richmond Olympic Oval                   | Vancouver              | 3 Jahre und 360 Tage |
| Sven Kramer       | 6:10,76    | 8. Februar 2014  | Adler Arena                             | Sotschi                | 11 Jahre und 43 Tage |
| Sven Kramer       | 6:09,76    | 11. Februar 2018 | Gangneung Oval                          | Pyeongchang            | 7 Jahre und 40 Tage  |

### 10.000 Meter
| Sportler          | Zeit (min) | Datum            | Bahn                                    | Spiele                 | Bestand              |
| ----------------- | ---------- | ---------------- | --------------------------------------- | ---------------------- | -------------------- |
| Julius Skutnabb   | 18:04,8    | 27. Januar 1924  | Stade Olympique de Chamonix             | Chamonix               | 12 Jahre und 18 Tage |
| Ivar Ballangrud   | 17:24,3    | 14. Februar 1936 | Rießersee                               | Garmisch-Partenkirchen | 16 Jahre und 5 Tage  |
| Hjalmar Andersen  | 16:45,8    | 19. Februar 1952 | Bislett-Stadion                         | Oslo                   | 3 Jahre und 346 Tage |
| Sigvard Ericsson  | 16:35,9    | 31. Januar 1956  | Misurinasee                             | Cortina d’Ampezzo      | 4 Jahre und 27 Tage  |
| Knut Johannesen   | 15:46,6    | 27. Februar 1960 | Olympic Skating Rink                    | Squaw Valley           | 7 Jahre und 355 Tage |
| Johnny Höglin     | 15:23,6    | 17. Februar 1968 | Anneau de vitesse                       | Grenoble               | 3 Jahre und 355 Tage |
| Ard Schenk        | 15:01,35   | 7. Februar 1972  | Makomanai-Stadion                       | Sapporo                | 4 Jahre und 7 Tage   |
| Piet Kleine       | 14:50,59   | 14. Februar 1976 | Olympia Eisstadion Innsbruck            | Innsbruck              | 4 Jahre und 9 Tage   |
| Eric Heiden       | 14:28,13   | 23. Februar 1980 | James B. Sheffield Olympic Skating Rink | Lake Placid            | 7 Jahre und 363 Tage |
| Tomas Gustafson   | 13:48,20   | 21. Februar 1988 | Olympic Oval                            | Calgary                | 5 Jahre und 364 Tage |
| Johann Olav Koss  | 13:30,55   | 20. Februar 1994 | Vikingskipet                            | Lillehammer            | 3 Jahre und 362 Tage |
| Gianni Romme      | 13:15,33   | 17. Februar 1998 | M-Wave                                  | Nagano                 | 4 Jahre und 5 Tage   |
| Jochem Uytdehaage | 12:58,92   | 22. Februar 2002 | Utah Olympic Oval                       | Salt Lake City         | 8 Jahre und 1 Tag    |
| Seung-Hoon Lee    | 12:58,55   | 23. Februar 2010 | Richmond Olympic Oval                   | Vancouver              | 3 Jahre und 360 Tage |
| Jorrit Bergsma    | 12:44,45   | 18. Februar 2014 | Adler Arena                             | Sotschi                | 11 Jahre und 33 Tage |
| Ted-Jan Bloemen   | 12:39,77   | 15. Februar 2018 | Gangneung Oval                          | Pyeongchang            | 7 Jahre und 36 Tage  |

### Teamlauf (8 Runden)
| Sportler                                | Zeit (min) | Datum            | Bahn                  | Spiele    | Bestand              |
| --------------------------------------- | ---------- | ---------------- | --------------------- | --------- | -------------------- |
| ItalienFabris, Sanfratello, Anesi       | 3:43,64    | 15. Februar 2006 | Oval Lingotto         | Turin     | 4 Jahre und 12 Tage  |
| NiederlandeBlokhuijsen, Kramer, Tuitert | 3:39,95    | 27. Februar 2010 | Richmond Olympic Oval | Vancouver | 3 Jahre und 360 Tage |
| NiederlandeBlokhuijsen, Kramer, Verweij | 3:37,71    | 22. Februar 2014 | Adler Arena           | Sotschi   | 11 Jahre und 29 Tage |

### 2 × 500 Meter
| Sportler           | Zeit (min) | Datum                | Bahn              | Spiele         | Bestand              |
| ------------------ | ---------- | -------------------- | ----------------- | -------------- | -------------------- |
| Hiroyasu Shimizu   | 1:11,35    | 9.–10. Februar 1998  | M-Wave            | Nagano         | 4 Jahre und 2 Tage   |
| Casey FitzRandolph | 1:09,23    | 11.–12. Februar 2002 | Utah Olympic Oval | Salt Lake City | 23 Jahre und 39 Tage |

### Großer Mehrkampf
| Sportler      | Punkte | Datum               | Bahn                        | Spiele   | Bestand               |
| ------------- | ------ | ------------------- | --------------------------- | -------- | --------------------- |
| Clas Thunberg | 5,5    | 26.–27. Januar 1924 | Stade Olympique de Chamonix | Chamonix | 101 Jahre und 55 Tage |